# Saison 2017 de l'équipe cycliste Verandas Willems-Crelan
La saison 2017 de l'équipe cycliste Verandas Willems-Crelan est la première de cette équipe.
Créée par Nick Nuyens et Chris Compagnie, et dirigée par Nick Nuyens, elle réunit les sponsors de deux équipes continentales existant en 2016, Verandas Willems et Crelan, et obtient le statut d'équipe continentale professionnelle. Elle comprend un groupe de coureurs pour les compétitions sur route, qui comprend douze coureurs dont le leader Timothy Dupont et Stijn Devolder, et un groupe de cyclo-cross, emmené par le champion du monde Wout van Aert,.

## Préparation de la saison 2017

### Sponsors et financement de l'équipe
Les deux sponsors principaux de l'équipe sont Verandas Willems et Crelan. Ces deux entreprises étaient en 2016 les principaux sponsors de deux équipes continentales, Verandas Willems et Crelan-Vastgoedservice.
Felt Bicycles (en) est le fournisseur de cycles de l'équipe.

### Arrivées et départs
Cette saison étant la première de l'équipe Verandas Willems-Crelan les coureurs sont, en conséquence, tous nouveaux.

## Coureurs et encadrement technique

### Effectif

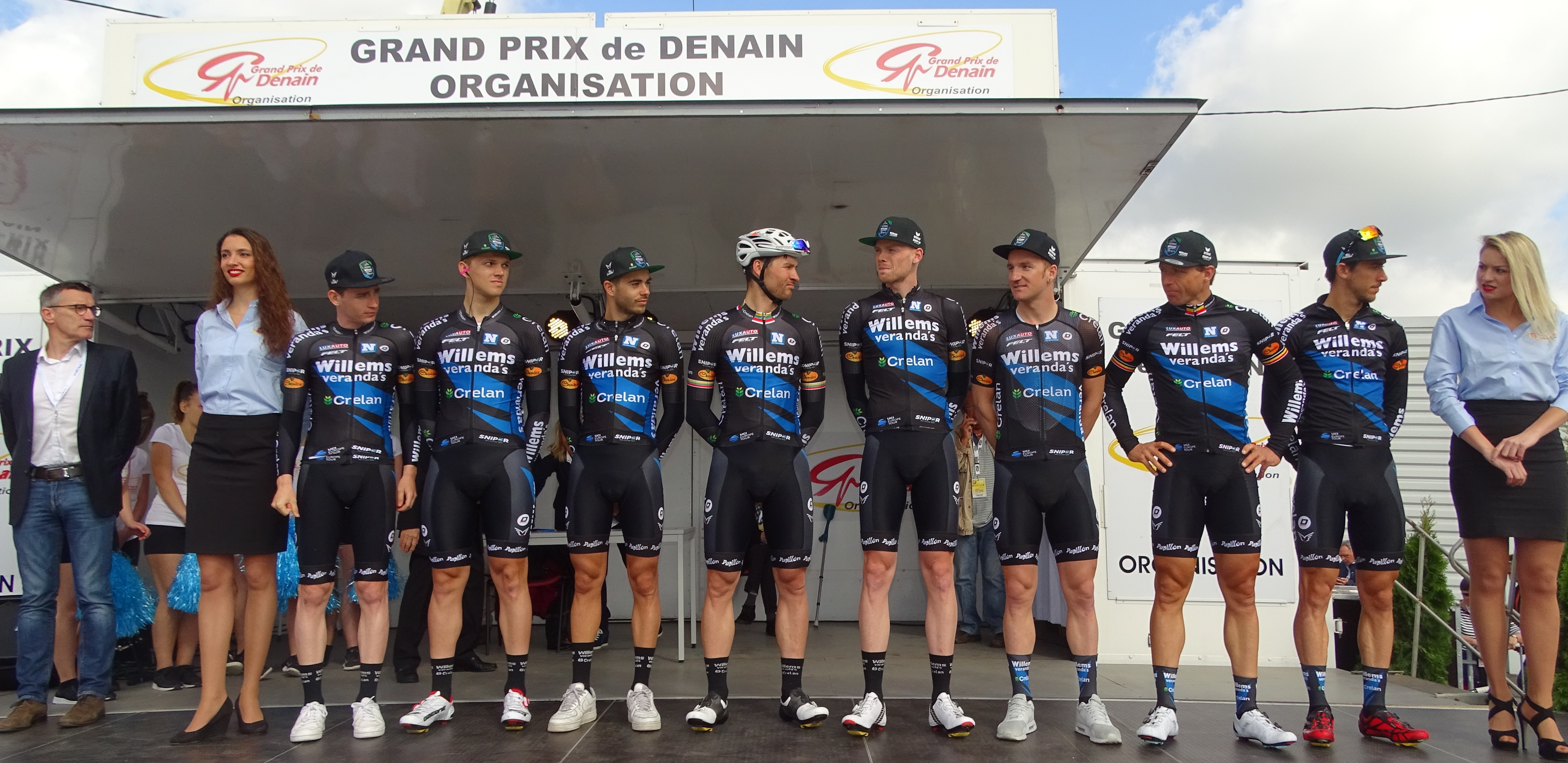
L'équipe Verandas Willems-Crelan lors du Grand Prix de Denain.

| Effectif 2017                                               | Effectif 2017     | Effectif 2017 | Effectif 2017                       |
| Cycliste                                                    | Date de naissance | Pays          | Équipe précédente                   |
| ----------------------------------------------------------- | ----------------- | ------------- | ----------------------------------- |
| Gaëtan Bille                                                | 6 avril 1988      | Belgique      | Wanty-Groupe Gobert (2016)          |
| Sander Cordeel                                              | 7 novembre 1987   | Belgique      | Verandas Willems (2016)             |
| Dries De Bondt                                              | 4 juillet 1991    | Belgique      | Verandas Willems (2016)             |
| Stijn Devolder                                              | 29 août 1979      | Belgique      | Trek-Segafredo (2016)               |
| Timothy Dupont                                              | 1 novembre 1987   | Belgique      | Verandas Willems (2016)             |
| Huub Duyn                                                   | 1 septembre 1984  | Pays-Bas      | Roompot-Oranje Peloton (2016)       |
| Stan Godrie                                                 | 9 janvier 1993    | Pays-Bas      | Rabobank Development (2016)         |
| Michael Goolaerts                                           | 24 juillet 1994   | Belgique      | Lotto-Soudal U23 (2016)             |
| Jappe Jaspers                                               | 1 septembre 1998  | Belgique      | IKO Enertherm-BKCP (2016)           |
| Aidis Kruopis                                               | 26 octobre 1986   | Lituanie      | Verandas Willems (2016)             |
| Tim Merlier                                                 | 30 octobre 1992   | Belgique      | Crelan-Vastgoedservice (2016)       |
| Christophe Prémont                                          | 22 novembre 1989  | Belgique      | Verandas Willems (2016)             |
| Wout van Aert                                               | 15 septembre 1994 | Belgique      | Crelan-Vastgoedservice (2016)       |
| Elias Van Breussegem                                        | 10 avril 1992     | Belgique      | Verandas Willems (2016)             |
| Stef Van Zummeren                                           | 20 décembre 1991  | Belgique      | Verandas Willems (2016)             |
| Otto Vergaerde                                              | 15 juillet 1994   | Belgique      | Topsport Vlaanderen-Baloise (2016)  |
| David Tanner (1 juill.–31 déc.)                             | 30 septembre 1984 | Australie     | IAM Cycling (2016)                  |
| Arjen Livyns (1 août–31 déc., stagiaire)                    | 1 septembre 1994  | Belgique      | VL Technics-Experza-Abutriek (2016) |
| Lennert Teugels (1 août–31 déc., stagiaire)                 | 9 avril 1993      | Belgique      | Profel United (2017)                |
|                                                             |                   |               |                                     |
| Sources : ProCyclingStats Cycling Quotient Cycling Archives |                   |               |                                     |

## Bilan de la saison

### Victoires
Verandas Willems-Crelan termine la saison avec cinq victoires.
| Date       | Course                  | Pays      | Classe | Vainqueur      |
| ---------- | ----------------------- | --------- | ------ | -------------- |
| 11/06/2017 | Tour du Limbourg        | Belgique  | 1.1    | Wout van Aert  |
| 18/06/2017 | Elfstedenronde          | Belgique  | 1.1    | Wout van Aert  |
| 19/07/2017 | Grand Prix Pino Cerami  | Belgique  | 1.1    | Wout van Aert  |
| 30/07/2017 | Rad am Ring             | Allemagne | 1.1    | Huub Duyn      |
| 20/08/2017 | Grand Prix Jef Scherens | Belgique  | 1.1    | Timothy Dupont |

### Résultats sur les courses majeures
Les tableaux suivants représentent les résultats de l'équipe dans les principales courses du calendrier international dans lesquelles l'équipe bénéficie d'une invitation (les cinq classiques majeures et les trois grands tours). Pour chaque épreuve est indiqué le meilleur coureur de l'équipe, son classement ainsi que les accessits glanés par Verandas Willems-Crelan sur les courses de trois semaines.

#### Classiques
| Classique            | Milan-San Remo | Tour des Flandres | Paris-Roubaix | Liège-Bastogne-Liège | Tour de Lombardie |
| -------------------- | -------------- | ----------------- | ------------- | -------------------- | ----------------- |
| Coureur (classement) |                |                   |               |                      |                   |

#### Grands tours
| Grand tour           | Tour d'Italie | Tour de France | Tour d'Espagne |
| -------------------- | ------------- | -------------- | -------------- |
| Coureur (classement) |               |                |                |
| Accessits            |               |                |                |